# Gregory Alexander
 (septembre 2020).
Si vous disposez d'ouvrages ou d'articles de référence ou si vous connaissez des sites web de qualité traitant du thème abordé ici, merci de compléter l'article en donnant les références utiles à sa vérifiabilité et en les liant à la section « Notes et références ».
Pas d'image ? Cliquez ici

a Compétitions nationales et continentales officielles uniquement.

b Matchs officiels uniquement.
Gregory Alexander (plus connu sous le nom de Greg Alexander) né le 4 mars 1965 à Penrith (Australie), est un joueur de rugby à XIII australien évoluant au poste de demi d'ouverture, demi de mêlée ou d'arrière. Enfant de Penrith, c'est avec les Panthers de Penrith qu'il effectue la majeure partie de sa carrière. Il est très vite considéré comme l'un des meilleurs joueurs du Championnat de Nouvelle-Galles du Sud puisqu'il est élu meilleur jeune en 1984 et meilleur joueur du Championnat en 1985, prenant une part active à l'arrivée au premier plan de Penrith. Il dispute une première finale en 1990 perdue contre Canberra puis emmène en tant que capitaine Penrith à son premier titre en 1991 contre Canberra. Il quitte durant deux saisons en 1995 le club pour les Warriors d'Auckland en Australian Rugby League puis y revient pour y terminer sa carrière entre 1997 et 1999.
Parallèlement, il participe au State of Origin avec l'équipe de Nouvelle-Galles du Sud avec un succès final en 1991 bien qu'en six rencontres il a la particularité de n'avoir jamais connu la victoire. Enfin, il côtoie l'équipe d'Australie (il joue notamment contre la France à Perpignan le 9 décembre 1990), une nation avec laquelle il est vainqueur de la Coupe du monde en 1992.

## Palmarès
- Collectif :
  - Vainqueur de la Coupe du monde : 1992 (Australie).
  - Vainqueur du State of Origin : 1990 (Nouvelle-Galles du Sud ).
  - Vainqueur du Championnat de Nouvelle-Galles du Sud : 1991 (Penrith).
  - Finaliste du Championnat de Nouvelle-Galles du Sud : 1990 (Penrith).

- Individuel : 
  - Élu meilleur joueur du Championnat de Nouvelle-Galles du Sud : 1985 (Penrith).
  - Élu meilleur demi de mêlée du Championnat de Nouvelle-Galles du Sud : 1985, 1989 et 1991 (Penrith).
  - Élu meilleur jeune joueur du Championnat de Nouvelle-Galles du Sud : 1984 (Penrith).